# Everslaar
Everslaar is een gehucht in de Belgische provincie Oost-Vlaanderen. Het ligt in de stad Lokeren, zo'n twee kilometer ten zuiden van het centrum, nabij de grens met Overmere en Zele.
Het lintvormige gehucht is omgeven door een aantal andere Lokerse gehuchten en wijken, met name Heiende in het noordwesten, Naastveld in het noorden, Bokslaar in het oosten en het gehucht Heikant in Zele in het zuiden.
In navolging van de Duitse schrijver Goethe bestaat er een Lokerse uitdrukking die de schoonheid van het gehucht Everslaar bejubelt. Met name 'Everslaar zien en sterven'.

## Geschiedenis
De plaats dankt haar naam aan een laar waar vroeger geregeld everszwijnen voorkwamen. De Ferrariskaart uit de jaren 1770 toont hier al een omvangrijk, bijna twee kilometer lang, lintvormig landelijk gehucht, aangeduid als Everslaere.
In 1857 werd ten noordoosten van Everslaar, nabij Bokslaar, de spoorlijn Lokeren-Dendermonde geopend. De verschillende Lokerse gehuchten groeiden verder naar elkaar toe en in de loop van de 20ste eeuw breidde de stadskern verder uit. Door lintbebouwing raakte de bebouwing van Everslaar zo verbonden met de rest van Lokeren.
Ten zuiden van Everslaar werd in het begin van de jaren 70 de snelweg E3, nu A14/E17, aangelegd. De directe omgeving van Everslaar was voorheen agrarisch, maar ten zuidoosten werden tussen het gehucht en de snelweg nu een industriegebied ingericht.
In Everslaar bevindt zich de kapel Onze Lieve Vrouw van Troost. Deze kapel bevond zich op privéterrein en raakte in verval. De bewoners wensten de kapel te herstellen, waartoe het gebouwtje aan de gemeente werd overgedragen. In 2009 werd de herstelde kapel ingewijd.

## Verkeer en vervoer
Ten zuiden van Everslaar loopt in oost-westrichting de snelweg A14/E17. De meest nabij op- en afrit bevindt zich echter een paar kilometer verder oostwaarts.
Deelgemeenten: Daknam · Eksaarde · Lokeren · Moerbeke

Dorpen: Doorslaar · Heiende · Koewacht · Kruisstraat · Oudenbos

Gehuchten: Brandbezen · Bautschoot · Briel · Calaigne · Caudenborm · De Katte · Den Oever · Duivekeet · Eksaardedam · Everslaar · Fortuine · Ganzendries · Lammeken · Heydensveer · Hillare · Hul · Keerken · Keersmakers · Molenhoek · Molsbergen · Naastveld ·  Nieuwpoort · Oosteindeke · Pereboom · Rijssel · Rode Sluis · Scheepken · Staakte · Stenenbrug · Terwest · Turfakkers · Veldeken · Vogelzang · Vossel · Werkstede · Westhoek · Zeveneekskens · Zwarte Sluis

Wijken: Bergendries · Bokslaar · Bloemenwijk · De Kop · Flamigantenwijk · Ledehof · Heirbrug · Lokeren-Zuid · Puttenen · Rozen · Schrijverswijk · Spoele · Stationswijk · Vogelkwijk

Buurten: Kouter · Oude Brug · 't Zand

Belgische gemeenten · Arrondissement Sint-Niklaas · Oost-Vlaanderen · Vlaanderen